# Le Vrai Jiu-jitsu
Le Vrai Jiu-jitsu je francouzský němý film z roku 1905. Režisérkou je Alice Guy (1873–1968). Film trvá necelé tři minuty.
Jedná se o jednu ze dvanácti fonoscén, které Armand Dranem nahrál pro Chronophone Gaumont.

## Děj
Film zachycuje Armanda Dranema, jak zpívá komickou píseň Le Vrai Jiu-jitsu.